# Автошлях О 240512-2
Автошлях О 240512-2 — обласна дорога місцевого значення в Черкаській області, "Гладківщина - Бубнівська Слобідка". Проходить територією Золотоніського району. 

## Опис
Починається біля селища Гладківщина, на перехресті із О240524-2, проходить на південний захід, перетинаючи залізничний переїзд, сільськогосподарськими угіддями колишньої Бубнівсько-Слобідської сільської ради, далі повертає на південь, спускається узвозом берегової тераси Дніпра до села Бубнівська Слобідка і там закінчується на перетині з Т 2404. Покриття асфальтобетонне, дорога має по одній смузі руху в кожен бік. Загальна довжина - 6,0 км. 